# 賽普拉斯格羅夫 (加利福尼亞州馬林縣)
賽普拉斯格羅夫（英語：Cypress Grove）是位於美國加利福尼亞州馬林縣的一個非建制地區。該地的面積和人口皆未知。

## 地理
賽普拉斯格羅夫的座標為38°09′57″N 122°54′02″W / 38.16583°N 122.90056°W，而該地的平均海拔高度為4米（即13英尺）。